# گورنگا یایینا
گورنگا یایینا (به صربی: Gornja Jajina) یک روستا در صربستان است که در لسکواس واقع شده‌است. گورنگا یایینا ۶۳۷ نفر جمعیت دارد و ۲۳۶ متر بالاتر از سطح دریا واقع شده‌است.